# ریتوشیچی
ریتوشیچی (به صربی: Ritošići) یک منطقهٔ مسکونی در صربستان است که در پریبوی واقع شده‌است. ریتوشیچی ۲۲۸ نفر جمعیت دارد.